# Moviebox

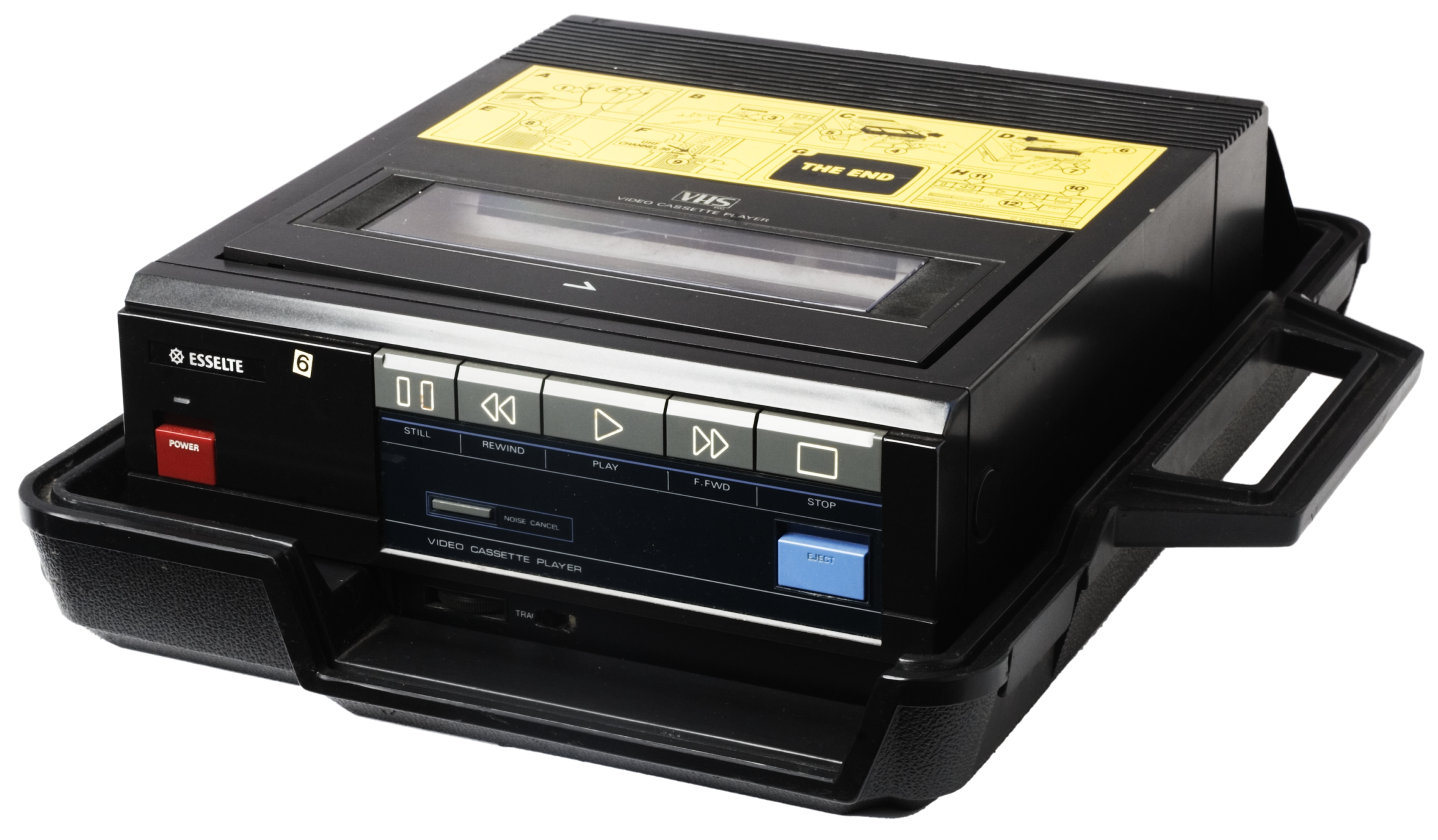
En moviebox

Moviebox var en videobandspelare (VHS) avsedd för hemmabruk som vanligen hyrdes ut av videobutiker. Movieboxen var som vanligast på 1980-talet då videobandspelare ännu var ganska ovanliga i hemmen. Apparaterna var konstruerade för enkel transport och inkoppling samt stryktålighet och avsedda för uppspelning av hyrfilmer. Den saknade alla funktioner som inte var absolut nödvändiga för denna typ av användning, exempelvis fjärrkontroll och inspelningsmöjligheter. Apparaten togs fram av dåvarande Esselte och fanns kvar fram till slutet av 1990-talet. Den tillverkades av Funai 1980-1999.
En Moviebox hyrdes per dygn och uppgavs ha en funktion som förhindrade uppspelning efter hyrperiodens slut.